# Ora lupului (Babylon 5)
„Ora lupului” (engleză The Hour of the Wolf) este primul episod al celui de-al patrulea sezon al serialului de televiziune science-fiction Babylon 5.